# Molorcos
Molorcos (en grec antic Μόλορχος) va ser, segons la mitologia grega, un pastor, habitant de la ciutat de Cleones, a l'Argòlida, que va hostatjar a Hèracles quan aquest heroi va anar a matar el Lleó de Nemea que infonia terror als camps dels voltants de Nemea. Va ser el primer home que va retre honors divins a Hèracles.